# تشاه أنجير (علي أباد ملك)
تشاه أنجیر (بالفارسية: چاه انجیر) هي قرية تقع في إيران في قسم علي أباد ملك الريفي. يقدر عدد سكانها بـ 15 نسمة بحسب إحصاء 2016.